# Athens Trophy 1989
L'Athens Trophy 1989  è stato un torneo di tennis giocato sulla terra rossa. È stata la 4ª edizione del torneo, che fa parte della categoria Tier V nell'ambito del WTA Tour 1989. Si è giocato ad Atene in Grecia, dall'11 al 17 settembre 1989.

## Campionesse

### Singolare
Cecilia Dahlman ha battuto in finale  Rachel McQuillan con il punteggio di 6–3, 1–6, 7–5

### Doppio
Sandra Cecchini /  Patricia Tarabini hanno battuto in finale  Silke Meier /  Elena Pampoulova con il punteggio di 4–6, 6–4, 6–2